# Šabac
Šabac (em cirílico: Шабац) é uma vila da Sérvia localizada no município de Šabac, pertencente ao distrito de Mačva, na região de Mačva. A sua população era de 52822 habitantes segundo o censo de 2011.

## Demografia
| 1948   | 1953   | 1961   | 1971   | 1981   | 1991   | 2002   | 2011   |
| ------ | ------ | ------ | ------ | ------ | ------ | ------ | ------ |
| 16 243 | 19 894 | 30 352 | 42 075 | 52 177 | 54 637 | 55 163 | 52 822 |